# 45 외제니아
45 외제니아(45 Eugenia)는 소행성대에 있는 큰 소행성으. 작은 위성인 프티프랭스와 S/2004 (45) 1를 가지고 있다.

## 발견
외제니아는 1857년 6월 28일 아마추어 천문학자 헤르만 골드슈미트가 발견하였다. 골드슈미트가 사용한 장비는 파리 아파트 6층에 설치하였던 4인치 조리개 망원경이었다. 외제니아는 45번째로 발견된 소행성이었고, 궤도 요소는 1857년 7월 빌헬름 포스터가 세 번의 관측을 통하여 계산하였다.
외제니아의 이름은 나폴레옹 3세의 부인 외제니아의 이름을 따서 명명되었다., 이는 논란이 있는 12 빅토리아를 제외한다면 전설상의 인물이 아닌 사람의 이름을 딴 최초의 사례이다.

## 물리적 성질
외제니아는 지름 214 km의 커다란 소행성이다. 외제니아는 F형 소행성에 속하고, 따라서 탄소로 구성되어 있어 숯보다 어둡다. 253 마틸데처럼 밀도는 특이할 만큼 낮으며, 이는 외제니아가 단결정체가 아니라 "돌무더기"에 가까움을 가리킨다. 외제니아는 수분이 거의 함유되어 있지 않다. 외제니아의 광도곡선 분석을 통해 외제니아의 극이 오차범위 10° 내로 황도 좌표계 (β, λ) = (-30°, 124°)를 가리키고 있다는 것이 밝혀졌고, 따라서 자전축 기울기는 117°으로, 외제니아의 자전은 역방향이다.

## 위성

### 프티프랭스
1998년 11월, 하와이 마우나케아 산 캐나다 프랑스 하와이 망원경에서 외제니아를 도는 작은 위성을 발견했다. 이는 지상 망원경으로 발견한 최초의 소행성 위성이다. 위성의 지름은 약 13 km로 외제니아에 비해 많이 작고, 공전 주기는 5일이다.
발견자들은 이름을 "프티프랭스"(Petit-Prince, "(45) 외제니아 I 프티프랭스"로도 불린다)로 지었다. 프티프랭스는 외제니아 왕비의 아들 프랑스 황태자 나폴레옹을 가리킨다. 하지만 발견자들은 소년 소설 어린 왕자의 주인공 어린 왕자를 뜻한다고도 밝혔다.

### S/2004 (45) 1
더 작은 두 번째 위성(지름 6 km)은 프티프랭스보다 외제니아에 더 가깝고 S/2004 (45) 1이라는 명칭이 부여되었다. 2번째 위성은 2004년 2월 칠레의 초거대 망원경에서 촬영한 사진 세 장을 분석하던 중 발견되었다. 2007년 3월 7일 프랑크 마치스와 동료들은 위성이 외제니아를 700 km 거리에서 돌며, 공전 주기는 대략 4.7일이라고 밝혔다.

## 같이 보기
- 3122 플로렌스